# Eecke
Eecke är en kommun i departementet Nord i regionen Hauts-de-France i norra Frankrike. Kommunen ligger i kantonen Steenvoorde som tillhör arrondissementet Dunkerque. År 2022 hade Eecke 1 215 invånare.

## Befolkningsutveckling
Antalet invånare i kommunen Eecke
| Referens: INSEE |